# جنایت ۱۰۱ (فیلم ۲۰۲۶)
جنایت ۱۰۱  (انگلیسی: Crime 101) یک فیلم جنایی آمریکایی آماده اکران به کارگردانی و نویسندگی بارت لیتون است. این فیلم اقتباسی از رمان ۱۰۱ جنایت نوشته دون وینسلو است و کریس همسورث، مارک رافلو، بری کیوگن، هلی بری و مونیکا باربارو در این فیلم بازی می‌کنند.
در حال حاضر قرار است این فیلم در ۱۳ فوریه ۲۰۲۶ در ایالات متحده منتشر شود.

## داستان
داستان فیلم در رابطه با دزدی‌های سریالی جواهرات در بزرگراه ساحلی اقیانوس آرام است که برای سال‌ها حل نشده باقی مانده‌اند. پلیس، دزدی‌ها را به کارتل‌های کلمبیایی نسبت می‌دهد، اما کارآگاه لو لوبسنیک معتقد است که این دزدی‌ها فقط کار یک نفر است.

## ساخت
فیلمبرداری اصلی در اکتبر ۲۰۲۴ در لس آنجلس آغاز شد.